# برايان بيرك
برايان جريجوري بيرك (بالإنجليزية: Brian Gregory Perk)‏ (مواليد 21 يوليو 1989 ب‍يوربا ليندا، أورانج، كاليفورنيا في الولايات المتحدة - ) هو لاعب كرة قدم أمريكي في مركز حراسة المرمى. شارك مع منتخب الولايات المتحدة تحت 17 سنة لكرة القدم ومنتخب الولايات المتحدة تحت 18 سنة لكرة القدم ومنتخب الولايات المتحدة تحت 20 سنة لكرة القدم. أما مع النوادي، فقد لعب مع فيلادلفيا يونيون ولوس أنجلوس غلاكسي ولوس انجلوس غالاكسي 2 وCrossfire Redmond ‏.

## وصلات خارجية
- برايان بيرك على موقع الاتحاد الدولي (مؤرشف)  (الإنجليزية)
- برايان بيرك على موقع الدوري الأمريكي (الإنجليزية)
- برايان بيرك على موقع قاعدة بيانات كرة القدم.إي يو (الإنجليزية)
- برايان بيرك على موقع Soccerway.com (الإنجليزية)
- برايان بيرك على موقع AS.com (الإسبانية)